# 鲁尔河畔米尔海姆
鲁尔河畔米尔海姆（德語：Mülheim an der Ruhr，發音：[ˈmyːlhaɪm ʔan deːɐ̯ ˈʁuːɐ̯] ⓘ；米尔海姆方言：Mölm），通称米尔海姆（德語：Mülheim），是德国北莱茵-威斯特法伦州杜塞尔多夫行政区的非县辖城市，面积91.28平方千米，2023年12月31日人口为173,255人。
该市坐落在鲁尔河畔，鲁尔区城市群（杜塞尔多夫、埃森和杜伊斯堡）的中心，连接着杜塞尔多夫和鲁尔区。1808年米尔海姆建市，1个世纪后人口突破10万，成为一座大型城市。

## 歷史
最早關於米尔海姆的記載是1093年，時為中世紀。後來成為了贝格大公国一部分。1808年米尔海姆建市；在維也納會議後，此城是普魯士一部分。
此城於1780年左右，已經隨著魯爾工業區發展而工業化。米尔海姆第一家工廠建於1791年，是一家紡紗廠。而第一家於米尔海姆的鋼鐵廠，是建於1849年；與此同時米尔海姆亦興建了大大小小的煤炭廠。
在二次大戰期間，米尔海姆是英國皇家空軍的空襲目標，其中最猛烈的攻勢是1943年6月22-23日，一共有逾五百枚炸彈轟向此城。
隨著煤炭需求減少，自1960年代起，米尔海姆遭遇了嚴重的經濟困難，鋼鐵廠、煤炭廠大量倒閉。市政府隨後於1970年代起，展開重建工程，逐漸轉型成科研和物流中心。

## 人物
- 拉爾斯·布斯穆勒：網球運動員
- 汉内洛蕾·克拉夫特：北莱茵-威斯特法伦州州长

## 友好城市
- 英国 達靈頓（1953年）
- 法國 图尔（1962年）
- 波蘭 奥波莱（1989年）
- 以色列 卡法薩巴（1993年）
- 土耳其 贝伊科兹（2007年）
- 芬兰 科沃拉（2009年）

## 图集

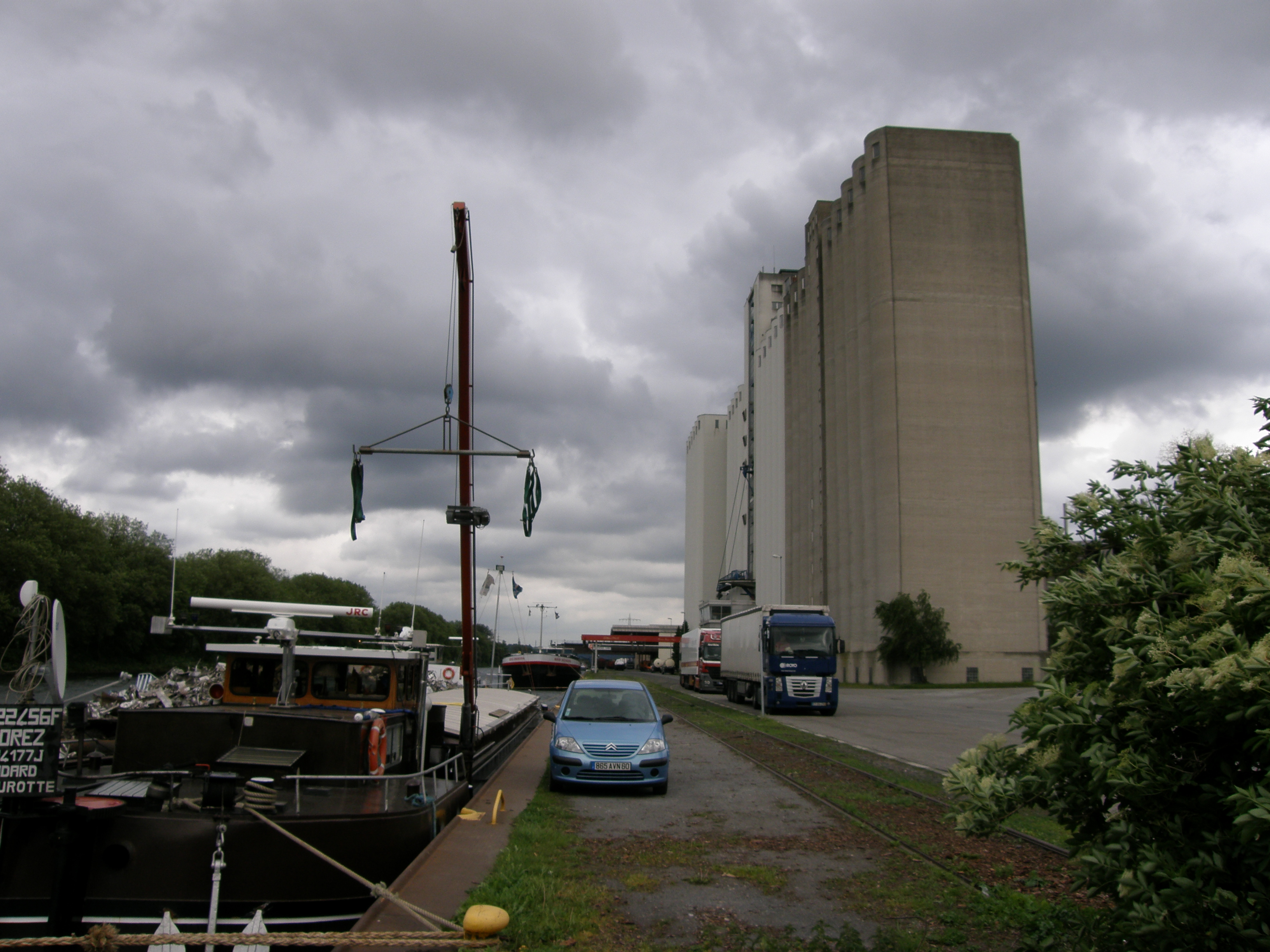
內河港口
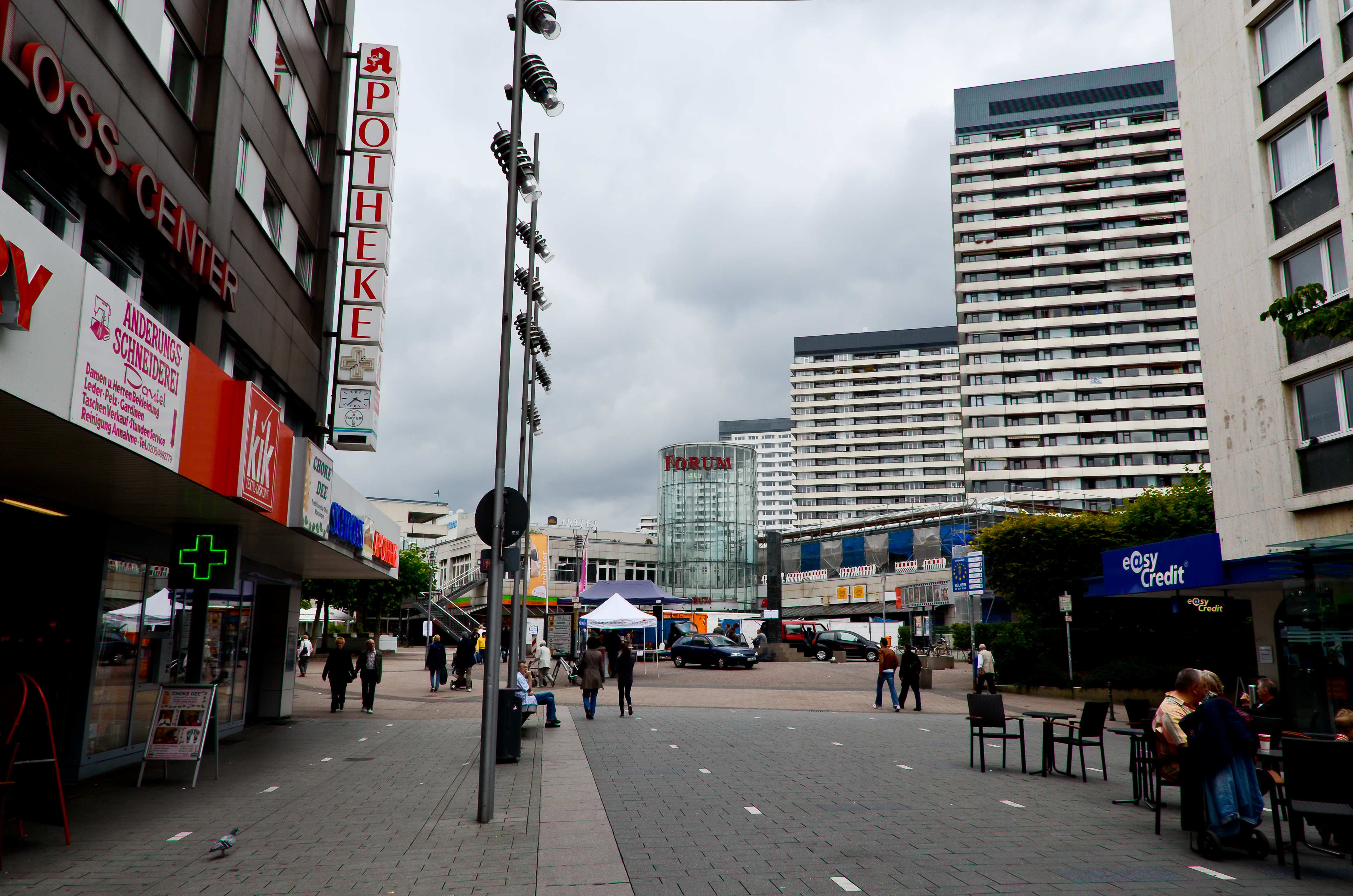
街頭一景
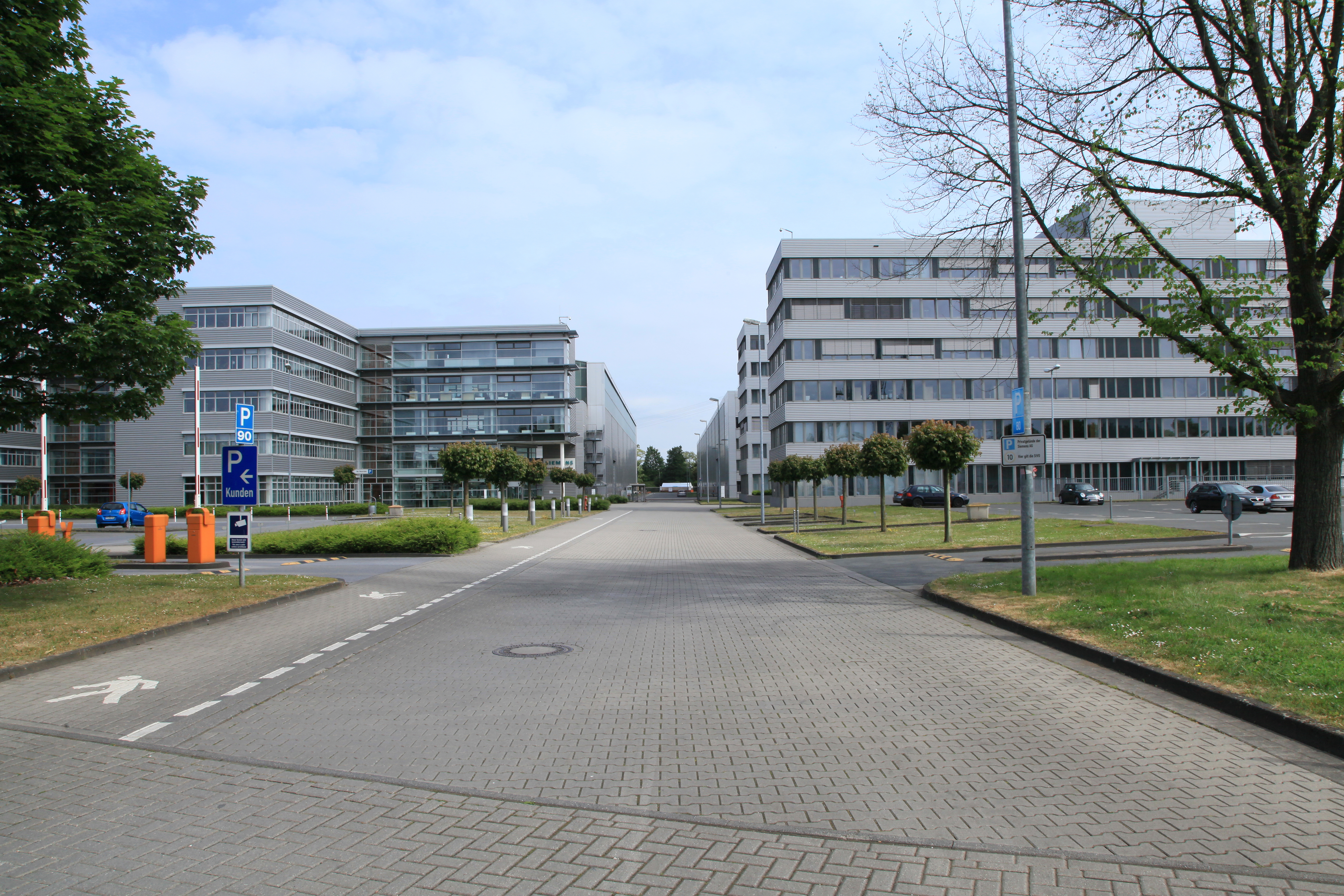
西門子在米爾海姆的分公司
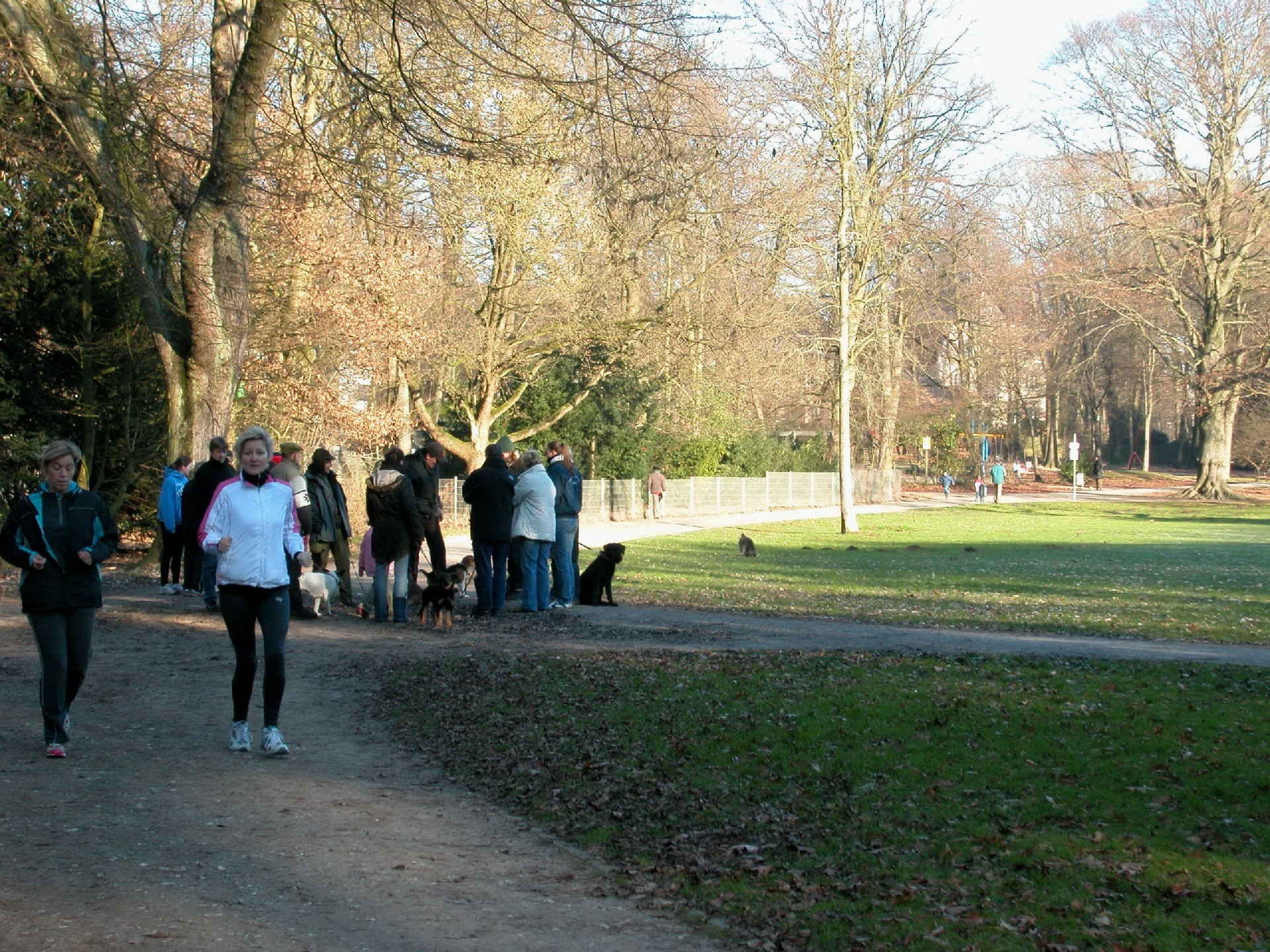
市內一處公園